# Johann Michael Graff
Johann Michael Graff (letton : Johans Mihaels Grafs; aussi connu sous les noms de Johann Michael Graaf, Johann Michael Graaff, Johann Michael Graf ou Johann Michael Kraff, fl. c. 1765-68), est un sculpteur, décorateur et stucateur rococo bavarois. Ses travaux les plus célèbres sont les décorations qu'il a réalisées pour le château de Schönhausen, en Allemagne, et celles du palais de Rundāle, en Lettonie.
Issu d'une famille de stucateurs-décorateurs de Bavière membres de l'École de Wessobrunn, Johann Michael Graff semble avoir déménagé en Brandebourg et avoir été influencé par le style décoratif en vogue à Berlin et dans ses environs.
Il a très probablement réalisé les décorations du château de Schönhausen avant d'être recruté par le Duc de Courlande, Pierre de Biron, pour décorer ses résidences en Courlande (aujourd'hui en Lettonie).
Les somptueux travaux de décoration qu'il a réalisés au palais de Jelgava (malheureusement disparus pendant la Seconde Guerre mondiale) et, particulièrement, au château de Rundāle sont connus pour leur extrême finesse et leur profusion d'ornementations.
Il a également réalisé de luxueuses décorations en stuc pour le château de Põltsamaa en Estonie (détruit pendant la Seconde Guerre mondiale). On lui prête enfin la décoration du manoir de Kabala, également en Estonie.

## Galerie

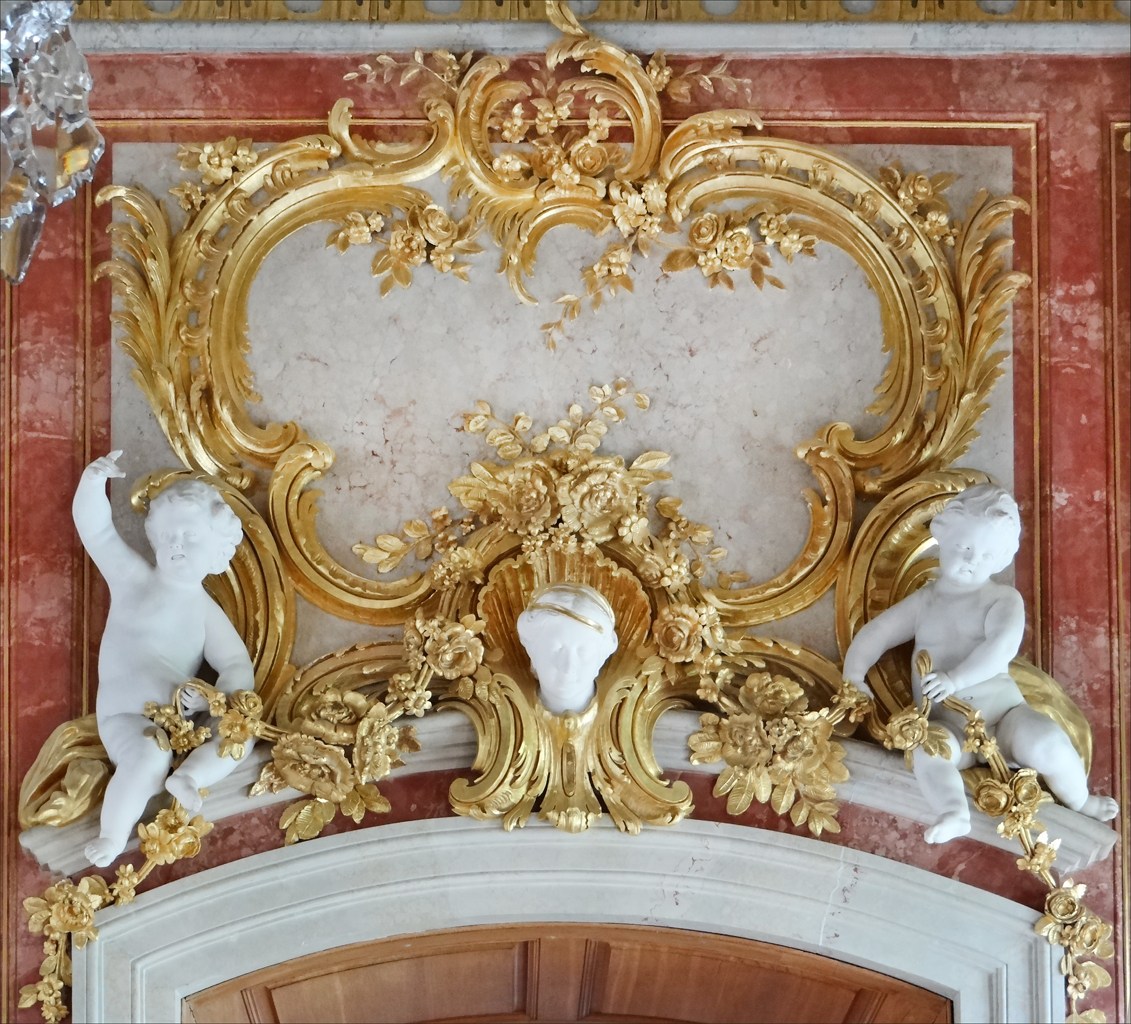
Décor du Salon D'Or par Johann Michael Graff à Rundāle, Lettonie.
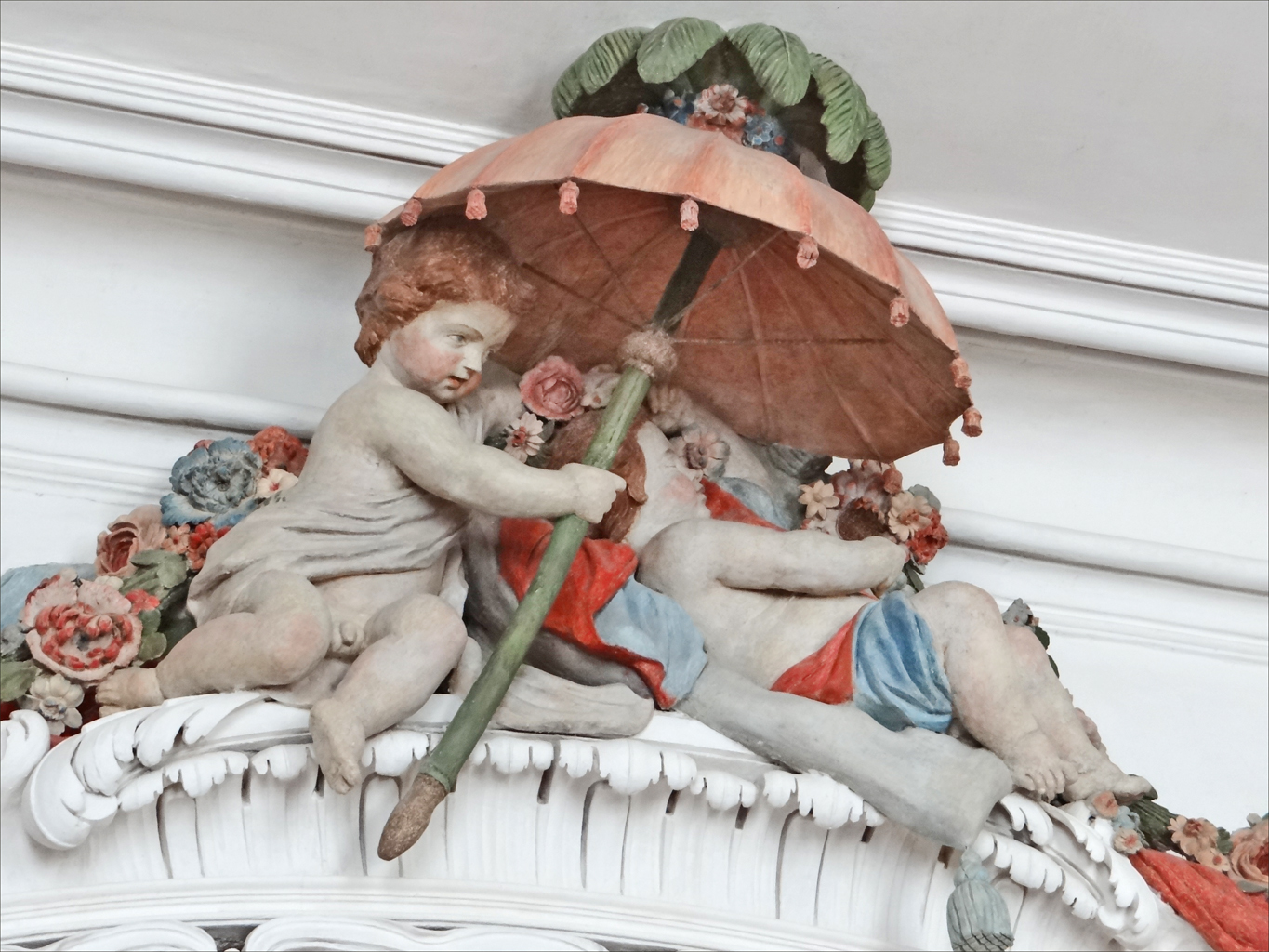
Décor d'une alcôve par Johann Michael Graff à Rundāle, Lettonie.
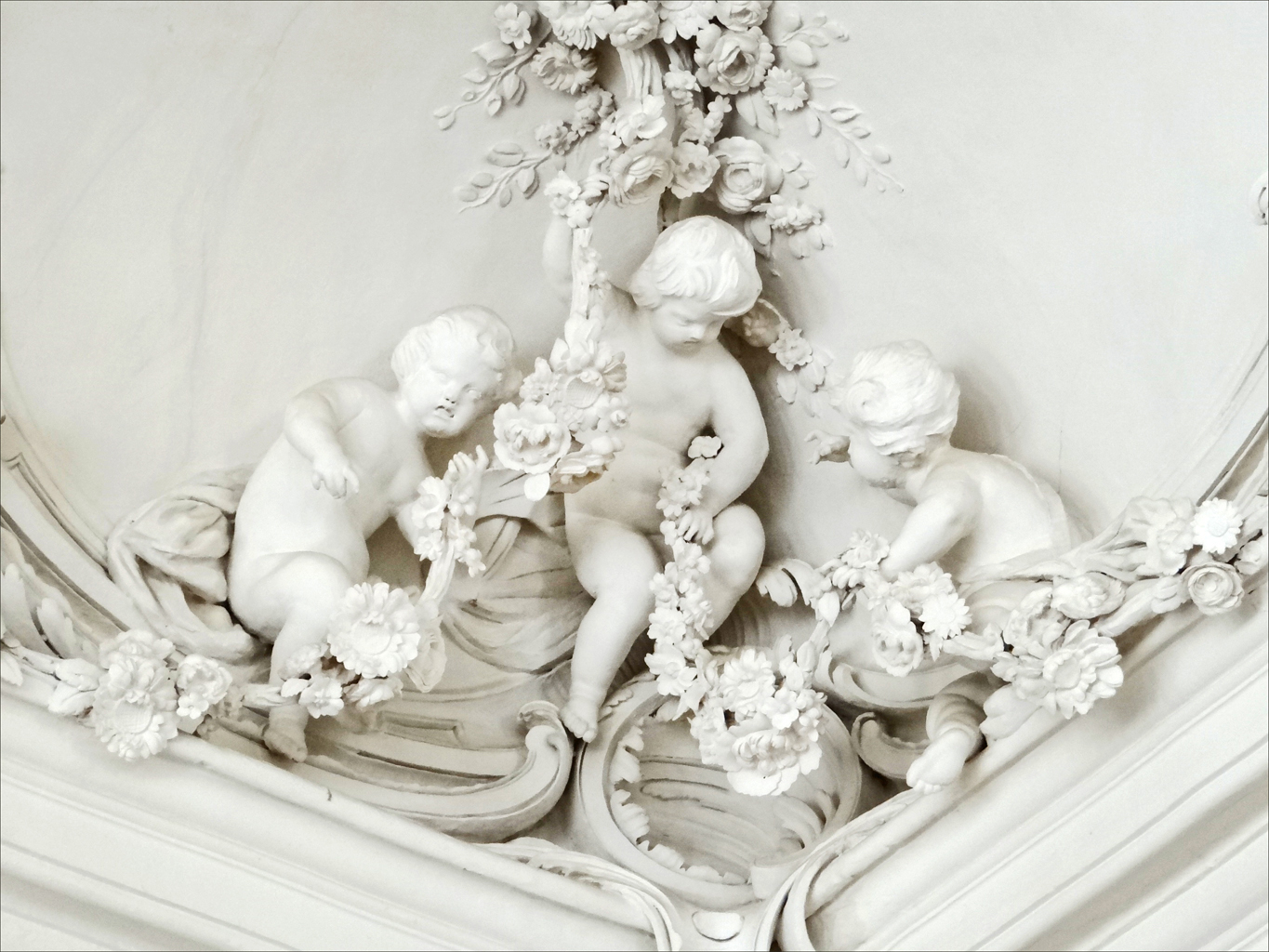
Décor du Salon Blanc par Johann Michael Graff à Rundāle, Lettonie.
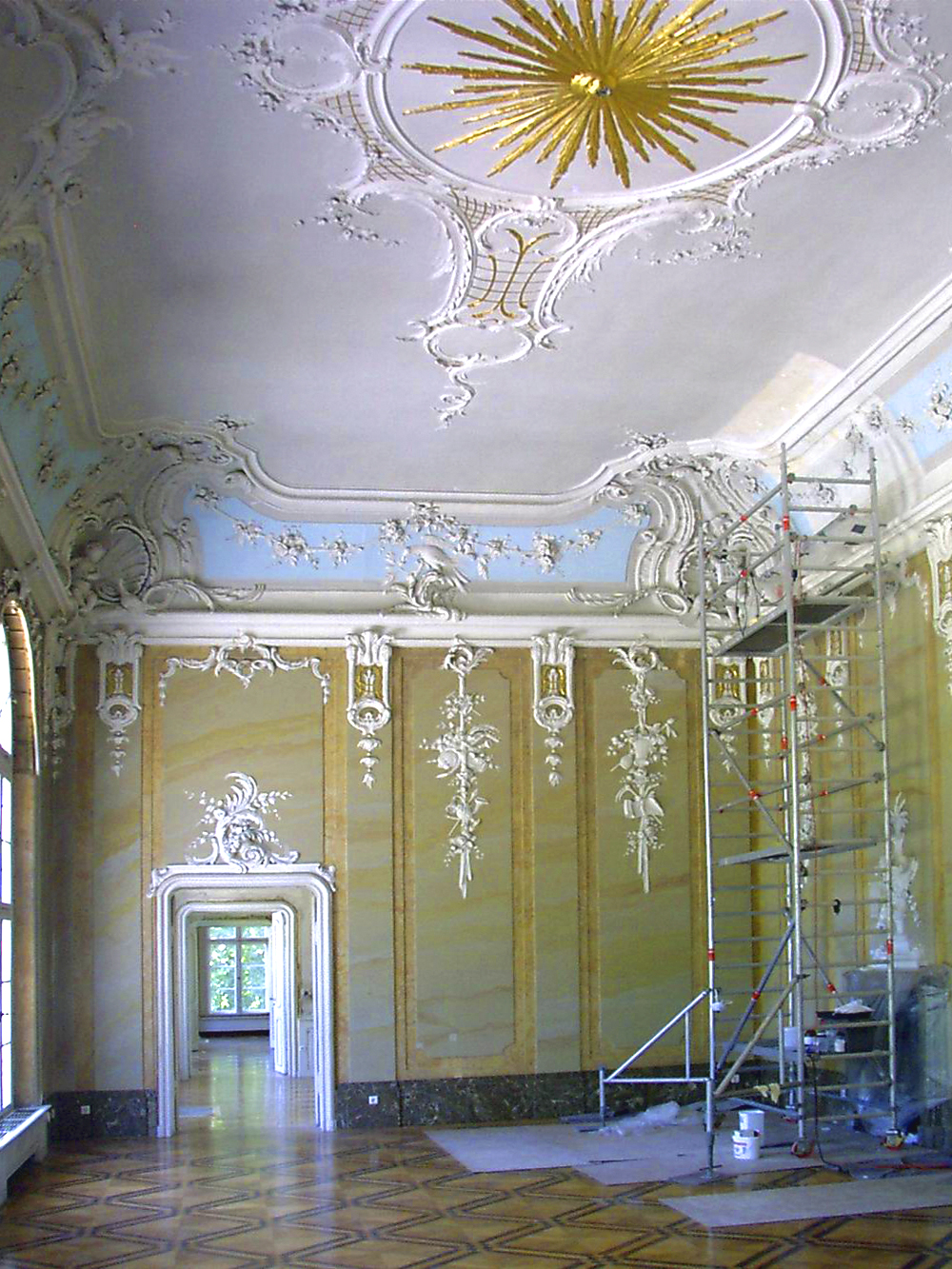
Décor en stuc par Johann Michael Graff à Schönhausen, Allemagne.
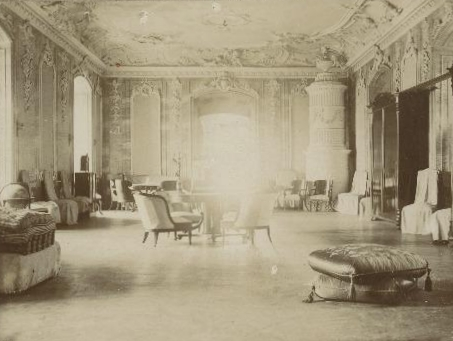
Décor en stuc par Johann Michael Graff à Põltsamaa, Estonie (détruit).